# Giovanna Marini
(Giovanna Marini in Ignazio Macchiarella: Il canto necessario. Nota, Udine 2005)
Giovanna Marini (nata Giovanna Salviucci; Roma, 19 gennaio 1937 – Roma, 8 maggio 2024) è stata una cantautrice, ricercatrice etnomusicale e folklorista italiana.
La sua attività multiforme ne ha fatto una delle figure più importanti nello studio, nella ricerca e nell'esecuzione della tradizione musicale popolare italiana; fu anche autrice di canzoni e cantate di propria composizione.

## Biografia
Giovanna Marini nacque a Roma da una famiglia di musicisti, Giovanni Salviucci (1907-1937) e Ida Parpagliolo (1904-1994). Rimasta orfana di padre poco dopo la sua nascita, nel 1959 si diplomò in chitarra classica presso il conservatorio di Santa Cecilia a Roma, perfezionando gli studi e la pratica con il massimo chitarrista classico allora vivente, lo spagnolo Andrés Segovia. Contemporaneamente si dedicò allo studio e alla pratica di strumenti a corda antichi, come il liuto, che suonò nel Concentus Antiqui del M° Quaranta. Il cognome Marini venne aggiunto, e poi usato per tutte le produzioni artistiche, dopo il matrimonio col fisico nucleare Pino Marini. Prima del divorzio Giovanna Marini visse brevemente con lui a Boston, negli Stati Uniti, esperienza che in seguito ispirò Vi parlo dell'America.
Fu all'inizio degli anni sessanta che Giovanna Marini fece la conoscenza personale con i maggiori intellettuali e studiosi della tradizione popolare italiana, tra i quali Pier Paolo Pasolini (il cui incontro venne poi narrato dalla stessa Marini in una registrazione dal vivo, rimasta una delle migliori descrizioni del carattere e del modo di fare di Pasolini), Italo Calvino (a sua volta anche autore di testi di canzoni per Cantacronache), Roberto Leydi, Gianni Bosio, Diego Carpitella, Alberto Mario Cirese, Cesare Bermani, Giulio Angioni e Alessandro Portelli.
Con il Nuovo Canzoniere Italiano prese parte, durante il Festival dei Due Mondi 1964, allo spettacolo Bella ciao, ideato da Roberto Leydi e Filippo Crivelli.
L'evento suscitò scandalo, tentativi di censura e interrogazioni parlamentari per l'esecuzione di O Gorizia tu sei maledetta insieme ad altri artisti folk come Giovanna Daffini, Caterina Bueno, Ivan Della Mea e Michele Straniero.
Tale canto, scritto durante la prima guerra mondiale, fu eseguito con l'aggiunta di una strofa antimilitarista recitante «Traditori signori ufficiali / che la guerra l'avete voluta / scannatori di carne venduta / e rovina della gioventù», a seguito del quale in sala si crearono tumulti tra giovani allievi ufficiali e borghesia conservatrice da un lato che intonò Faccetta nera, e pubblico di sinistra dall'altro a rispondere con Bandiera rossa, e che sfociò in una denuncia contro gli organizzatori dello spettacolo per vilipendio delle forze armate.
Continuò nel frattempo a girare tutta la penisola, raccogliendo una massa sterminata di canti popolari in lingua italiana e nei vari dialetti e lingue regionali. Ciò fu il nucleo fondante del Nuovo Canzoniere Italiano, con il quale Giovanna Marini si esibì assieme ai gruppi formati dai maggiori cantautori italiani della cosiddetta Nuova canzone politica, come Ivan Della Mea, il veneziano Gualtiero Bertelli e Giovanna Daffini (una "cantante contadina" dalla quale Marini apprese la particolare emissione vocale e il repertorio), Paolo Pietrangeli (con il quale successivamente incise come seconda voce le celebri Valle Giulia e Contessa), Caterina Bueno, il Duo di Piadena e i sardi Pastori di Orgosolo. Collaborò anche con il celebre poeta in lingua sarda Peppino Marotto, dal quale imparò l'arte della versificazione popolare improvvisata. Giovanna Marini diventò una colonna portante dell'Istituto Ernesto De Martino, nel quale raccolse tutta l'enorme quantità di canti popolari da lei scoperti e catalogati, e per i quali arrivò a creare persino uno speciale sistema di notazione musicale. La sua fu una vera opera di trascrizione della memoria, che le permise di trasportarla sul palcoscenico.
Nell'ambito della ricerca etnomusicale rivestì una particolare importanza il materiale sonoro raccolto nel Salento tra il 1960 e gli inizi degli anni Settanta. L'attività di Giovanna Marini proseguì con spettacoli e iniziative che fecero la storia del recupero delle tradizioni popolari italiane, come Ci ragiono e canto (1965), nel quale collaborò in veste di assistente musicale con Dario Fo. Iniziò anche a comporre lunghe ballate (più propriamente delle cantate) nelle quali raccontò la sua esperienza e che interpretò da sola in scena accompagnandosi esclusivamente con la chitarra. Nacquero così Vi parlo dell'America (1965), Chiesa Chiesa (1967) e altre composizioni che arrivarono fino all'Eroe (1974).
Nel 1972 fu tra i fondatori del Circolo Gianni Bosio  dove venne depositato, insieme all'Istituto Ernesto de Martino , tutto il suo archivio di registrazioni.
Fu una fra i primi musicisti attivi presso la Scuola Popolare di Musica di Testaccio a Roma, di cui fu presidente e in seguito presidente onorario. Lì trovò finalmente altri musicisti assieme ai quali poter suonare: Giancarlo Schiaffini, Michele Iannaccone e Eugenio Colombo. Scrisse La grande madre impazzita (1979) e affrontò la scrittura per strumenti e voci con Il regalo dell'imperatore (1983) e Requiem (1985). Per il bicentenario della Rivoluzione francese, nel 1989, mise in musica la Dichiarazione Universale dei Diritti dell'Uomo.
Contemporaneamente, e a sottolineare la sua importanza estrema come ricercatrice etnomusicale, a Giovanna Marini venne conferita la cattedra di etnomusicologia applicata presso lo SPMT. Dal 1991 al 2000 Giovanna Marini fu anche titolare della cattedra di etnomusicologia presso l'Università di Paris VIII-Saint Denis, a Parigi. Con le allieve e gli allievi romani e parigini, Giovanna Marini compì viaggi di studio per ascoltare e trascrivere i canti di tradizione orale ancora presenti in Italia nelle feste religiose e profane. Nel 1976 fondò il Quartetto Vocale con lo scopo di eseguire musiche scritte con intento polifonico. Nacquero, tra le altre, le cantate Correvano coi carri (1977), la Cantate de tous les jours prodotta nel 1980 dal teatro Gérard Philippe di Saint Denis, con un impianto narrativo che si richiamava agli schemi dei cantastorie meridionali, la Cantate profane à quatre voix, prodotta nel 1990 dal Théâtre de la Bastille di Parigi per iniziativa del ministro della cultura francese Jack Lang, Sibemolle - O dell'ineffabile incertezza del non temperato (1999), la Cantata del Secolo Breve (ispirata all'opera storica di Eric Hobsbawm, Il Secolo breve) presentata al Théâtre de Vidy di Losanna nel 2001. Dagli anni novanta il quartetto fu composto da Giovanna Marini, Patrizia Nasini, Patrizia Bovi e Francesca Breschi.
Nell'estate del 2000 lavorò insieme a Marco Paolini a un progetto di spettacolo I-TIGI Canto per Ustica, tragedia per narratore e coro su una delle storie più intollerabili dell'Italia di fine novecento, l'aereo esploso in volo il 27 giugno 1980 sul mare di Ustica. Nel 2002, assieme a Francesco De Gregori, Giovanna Marini incise l'album Il fischio del vapore, che ottenne un successo di vendite senza precedenti facendo, dopo quarant'anni, conoscere il suo nome anche al grande pubblico. Nello stesso anno compose le musiche per Villarosa dramma di Enzo Alaimo sull'emigrazione in Belgio, che venne rappresentato al Festival di Gibellina.
Nel 2004, tra le altre cose, mise in musica la Ballata del carcere di Reading e il De Profundis di Oscar Wilde. Nel 2005, per AngelicA - festival internazionale di musica Contemporanea, compose le musiche sul testo di Pasolini Le ceneri di Gramsci, eseguito dal coro Arcanto di Bologna, da cui venne edito il disco Le ceneri di Gramsci - Oratorio a più voci - dal canto di tradizione orale al madrigale d'autore nel 2006. Nel 2011 fu testimonial dell'evento Pasolini il canto del mio tempo presso l'Aula Magna dell'Università per stranieri di Perugia, focus sulla figura del grande intellettuale in relazione al dialetto e ai canti popolari, assieme al critico Gianni Borgna, l'antropologo Valentino Paparelli, il complesso salentino Sud Sound System e l'ideatore dell'evento Giuseppe Sterparelli.
Nel 2012 la Scuola Popolare di Musica di Testaccio presentò Spesso il male di vivere ho incontrato - Montale e Leopardi in musica, due oratori di Giovanna Marini per quartetto vocale (Quartetto Urbano), quartetto di sassofoni (4 Venti), soli (Germana Mastropasqua, Patrizia Rotonda, Flaviana Rossi) e Coro Favorito, su liriche di Eugenio Montale e Giacomo Leopardi con citazioni da Cassandra di Christa Wolf e Antigone di Sofocle, direzione musicale di Xavier Rebut.
Nel 2015 promosse, in collaborazione con la Scuola Comunale di Musica di Monte Porzio Catone, la realizzazione del 1º Festival del Canto Sacro, Cantate Domino, Incontro tra musica colta e musica contadina, con lo scopo di far incontrare la musica popolare e contadina con la musica classica per esprimere il Sacro attraverso canti di tradizione orale, corali polifoniche e gruppi vocali. All'interno delle iniziative Pasolini 1975/2015 riconosciute dal MIBACT, portò in scena Sono Pasolini, un oratorio per coro e voce recitante: la voce quale identificazione del Pasolini scrittore, critico e saggista, che legge I giovani infelici dalle Lettere luterane, e il Coro come identificazione del poeta, che ascolta, canta e commenta con le parole delle poesie friulane de La nuova gioventù. Del progetto vennero realizzate due produzioni parallele legate a due città connesse alla vita di Pier Paolo Pasolini, Bologna e Roma. La prima, in forma di concerto, con il Coro Arcanto di Bologna diretto da Gloria Giovannini (presentato in anteprima europea al 12º Festival Voix de Femmes - Teatro di Liegi) e la seconda, nella sua forma scenica, con la regia e la voce recitante di Enrico Frattaroli e il Coro Favorito della Scuola Popolare di Musica di Testaccio diretto da Patrizia Rotonda. Nell'ambito di Più moderno di ogni moderno. Pasolini a Bologna (settembre 2015 – marzo 2016), il progetto speciale promosso dal Comune di Bologna e dalla Fondazione Cineteca di Bologna, compose e portò in scena Te Deum per un amico dedicato a Giuseppe Bertolucci, per tre voci, coro femminile e coro misto, per l'esecuzione del Coro Arcanto di Bologna, ispirato al libretto del Dialogo delle Carmelitane di Georges Bernanos.
Nel 2016 proseguì la collaborazione con la Scuola Comunale di Musica di Monte Porzio Catone, e curò la realizzazione del 2º Festival Cantate Domino, La Cantata Narrativa ed Epico Lirica.
Nel corso degli anni scrisse molta musica per teatro e per il cinema: opere dirette da Attilio Corsini, Marco Mattolini (La donna ragno, L'ècole des femmes, Funerale, Pentesilea, Robinson Crusoe mercante di York, Nora Helmer, regia di Carlo Quartucci), Fabbrica di Ascanio Celestini; per il cinema: tutte le opere di Citto Maselli a partire dal 1967 (Lettera aperta a un giornale della sera, Storia d'amore, Il sospetto, I sei operai, L'alba, Avventura di un fotografo, Codice privato, Il segreto, Cronache del terzo millennio), Café Express di Nanni Loy, Terminal di Paolo Breccia, Teresa Raquin di Giancarlo Cobelli, e altri. Nel 2016 la sua musica fece da colonna sonora al documentario Un paese di Calabria' incentrato sulla storia del comune di Riace.
Nel 2019 il documentario A sud della musica - La voce libera di Giovanna Marini, diretto da Giandomenico Curi e prodotto dalla casa di produzione salentina Meditfilm, subì un incomprensibile episodio di censura. Per motivi tutti da chiarire, l'esercente decise di cancellare dalla programmazione il film già esposto in cartellone. Ne seguì un tam-tam sui social network per denunciare l'accaduto. Il film fu proiettato nelle settimane seguenti in altri cinema di Genova grazie alla mobilitazione di alcune associazioni che solidarizzarono con l'artista e con i produttori del film.
Nel 2021, in occasione del centenario della nascita del Partito Comunista Italiano, curò la concertazione per la messa in scena de Il Partito,  uno spettacolo tratto da una partitura originale di Fausto Amodei ispirata al “Diario dei trent'anni” di Camilla Ravera, per l'esecuzione del Coro Inni e Canti di Lotta della Scuola Popolare di Musica di Testaccio, diretto da Sandra Cotronei. (Piccola Orchestra diretta da Giulia Accardo. Mise en espace di Antonella Talamonti. Disegni di Maria Chiara Calvani). Lo stesso anno partecipò come interprete all'album collettivo Chieffo Charity Tribute (una raccolta di canzoni del cantautore cattolico Claudio Chieffo) proponendo una versione molto personale della canzone Stella del mattino.
Nel 2023 intervenne allo Stupore festival Treccani della lingua italiana.
Nel 2024 il comune di Monte Porzio Catone "considerato che la vita di Giovanna Marini è stata tutta improntata ai valori universali della musica e che in questo suo rifarsi a valori importanti per la vita civile della città di Monte Porzio Catone ha sempre cercato un proficuo rapporto con la pubblica amministrazione e con le altre associazioni cittadine, ha insegnato e collaborato con la Scuola Comunale di Musica Iseo Ilari, realizzato eventi e incontri dedicati alla musica popolare e contadina, ha fondato il coro del Canto Necessario di Monte Porzio Catone'", le intestò il nuovo Piazzale Giovanna Marini - Musicista . Lo stesso anno il decimo convegno biennale "ERQ - Ethnography and Qualitative Methods International Conference" adotta Giovanna Marini come icona.

## Libri
- 2004 - Italia, quanto sei lunga (L'Epos, Palermo, ISBN 978-88-8302-255-5)
- 2004 - Giulia Accardo: Il cantar la storia di Giovanna Marini. Ballate e Composizioni per quartetto vocale (BSPMT)
- 2005 - Una mattina mi son svegliata (Rizzoli, ISBN 978-88-17-00438-1)[26]
- 2005 - Ignazio Macchiarella: Il canto necessario. Giovanna Marini compositrice, didatta e interprete (Nota, Udine, ISBN 978-88-6163-012-3)
- 2017 - Paolo Crespi: Io vorrei. La lezione di Giovanna Marini (Castelvecchi Editore, ISBN 978-88-69-44812-6)
- 2019 - In viaggio con Giovanna Marini: un'esperienza di insegnamento, ricerca e creazione musicale a cura di Xavier Rebut  (Nota - Udine, ISBN 978-88-61-63161-8)
- 2021 - Chiara Ferrari: Le donne del folk. Cantare gli ultimi. Dalle battaglie di ieri a quelle di oggi (Edizioni Interno4 - ISBN 978-88-85-74759-3)
- 2022 - Giandomenico Curi: «Il me paìs al è colòur smarit». Pier Paolo Pasolini e Giovanna Marini (Besa muci - ISBN 978-88-36-29271-4)

## Discografia

### EP
- 1963: Lu picurare. Canzoni popolari abruzzesi (I dischi del sole, DS 21)
- 1965: La disispirata. Canzoni popolari sarde (I dischi del sole, DS 46)

### LP
- 1965: Le canzoni di Bella ciao (I dischi del sole, DS 101/103; con il Nuovo Canzoniere Italiano - ristampa in CD, I dischi del sole/Bravo Records BR128553735-2, 1989)
- 1966: Ci ragiono e canto (I dischi del sole DS 119/21; con il Nuovo Canzoniere Italiano - ristampa in CD, I dischi del sole/Bravo Records 128553745-2, 1989)
- 1966: Vi parlo dell'America (I dischi del sole DS 128/130 - ristampa in CD, I dischi del sole/Bravo Records BR128553711-2, 1989)
- 1967: Chiesa Chiesa (I dischi del sole, DS 149/151 - ristampa in CD, I dischi del sole/Bravo Records BR128553717-2, 1989)
- 1968: Lunga vita allo spettacolo. Viva Voltaire e Montesquieu (I dischi del sole, DS 170/172 - ristampa in CD,  Warner Music Italia/Ala Bianca, 8012855422724, 2019)
- 1969: La vivazione (I Dischi dello Zodiaco, VPA 8143)
- 1970: Controcanale 70 (I dischi del sole, DS 1003/5)
- 1972: La nave (è una pura formalità); La creatora (ovvero In nome della madre) (I dischi del sole, DS 1015/17 - ristampa in CD, I dischi del sole/Bravo Records BR128553714-2, 1989)
- 1974: L'eroe (ballata nuova) (I dischi del sole DS 1036/38 - ristampa in CD, I dischi del sole/Bravo Records BR128553764-2, 1989)
- 1976: I treni per Reggio Calabria (I dischi del sole, DS 1066/68 - ristampa in CD, I dischi del sole/Bravo Records BR128553744-2, 1989)
- 1978: Correvano coi carri (I dischi del sole, DS 1096/98 - ristampa in CD, I dischi del sole/Bravo Records BR128553733-2, 1989)
- 1979: La grande madre impazzita 1 (I dischi del sole, DS 1108/10 - ristampa in CD,  Warner Music Italia/Ala Bianca, 8012855422922, 2019)
- 1979: La grande madre impazzita 2 (I dischi del sole, DS 1111/13 - ristampa in CD,  Warner Music Italia/Ala Bianca, 8012855422922, 2019)
- 1980: Cantate de tous les jours (Le chant du monde, LDX 74737)
- 1982: Cantate de tous les jours vol. 2 (Le chant du monde)
- 1983: Quatuor vocal (Le chant du monde, LDX 74778)
- 1984: Le cadeau de l'empereur (Le chant du monde, LDX 74836/7)
- 1985: Pour Pier Paolo (Le chant du monde, LDX 74826 - ristampa in CD, Le chant du monde LDC 274907, 1989)[27][28]
- 1986: Requiem. Cantata delle cinque stanze (Ariola 805074-924; pubblicato in Germania - ristampa in CD, I dischi di Angelica, IDA 015, 2000)

### 45 giri
- 1967: Ciò che voi non dite/La linea rossa (Linea Rossa, LR 45/3; con Ivan Della Mea)
- 1977: Ho bisogno di te/Se si sa di volare (CAM, AMP 205)

### CD
- 1988: Bella Ciao. Chansons de peuple en Italie (Harmonia Mundi HMA195734)
- 1989: Les Troyennes (D'après Euripide Gibellina - septembre 1988) (Igloo – IGL 076)
- 1991: Cantata profana (Silex-Audivis, Paris - Y225010)
- 1994: La vie au-dessus et au-dessous des mille mètres (Silex-Audivis, Paris - Y225033)
- 1996: Oresteia Aischylos (Igloo - IGL 131)
- 1996: Partenze - Vent'anni dopo la morte di Pier Paolo Pasolini (Silex-Auvidis, Paris - Y225065)[29]
- 1998: Musiche di scena. Turcs tal Friul, Antigone, L'assemblée des femmes (Nota, CD 268, Udine)
- 1998: Cantate cantata (Chorus-Auvidis, Paris)
- 1999: Si bemolle. O dell'ineffabile incertezza del non temperato (Nota, CD 284, Udine)
- 1999: Le chant de la terre. Quartetto vocale Giovanna Marini & Micrologus (Opus 111)
- 2000: Fogli volanti: Canti di lotta. Con il Coro di Inni e Canti di Lotta SPMT e la Banda della Scuola Popolare di Musica di Testaccio diretta da Silverio Cortesi (Materiali musicali Il manifesto, CD 054)[30]
- 2001: Cantata per Pier Paolo Pasolini (Nota, CD 245, Udine)
- 2002: Cantata del secolo breve - Una cantata per le voci di Patrizia Bovi, Francesca Breschi, Giovanna Marini, Patrizia Nasini (Nota, Udine)[31]
- 2002: Il fischio del vapore (Columbia/Caravan COL 510218 1; con Francesco De Gregori)[32]
- 2003: Buongiorno e buonasera (Sony Music/Caravan, CAR 512077 2)[33]
- 2003: Villarosa (Materiali Sonori B0002F4C6G; Nota, CD 501, Udine) con Enzo Alaimo
- 2004: Passioni (Sony Music/Caravan, 8828)
- 2004: Il Salento di Giovanna Marini (il manifesto)[34][35]
- 2005: Fogli volanti '2: Nostra patria è il mondo intero. Con il Coro di Inni e Canti di Lotta SPMT e la Banda della Scuola Popolare di Musica di Testaccio diretta da Silverio Cortesi (Compagnia Nuove Indye)[36]
- 2006: Antologia (Ala Bianca)
- 2006: Le Ceneri di Gramsci - Oratorio a più voci (Nota, Udine)[37]
- 2006: La ballata del carcere di Reading. Oscar Wilde - con Umberto Orsini (Nota, Udine)
- 2007: La torre di Babele - Una cantata per le voci di Patrizia Bovi, Francesca Breschi, Giovanna Marini, Patrizia Nasini (Nota, Udine)[38] [39]
- 2008: La pigna minigna scattigna (Nota, Udine)
- 2009: Un paese vuol dire (il manifesto; Nota, Udine)
- 2011: Canti Gloriosi per una Patria che trema - Giovanna Marini & Quartetto Urbano (Nota, Udine)
- 2012: Lady of Carlisle (Nota, Udine)
- 2012: Dal punto di vista dei serpenti - Una cantata per le voci di Patrizia Bovi, Francesca Breschi, Giovanna Marini, Patrizia Nasini (Nota, Udine)[40]
- 2012: Spesso il male di vivere ho incontrato. Montale e Leopardi in musica (Nota, Udine)
- 2015: L'Italia in lungo e in largo (Finisterre, FT64; con Francesca Breschi)[41]
- 2016: Jo i soj - Ricordando Pasolini (Nota, Udine)[42]
- 2017: Ed un pensiero ribelle in cor ci sta! - Due secoli di storia d'Italia cantata. Giovanna Marini, Coro Inni e Canti di Lotta e Banda della Scuola Popolare di Musica di Testaccio (Nota, Udine)[43]
- 2019: Cantata a Riace (Nota, Udine. BN CD 589)
- 2019: Giovanna Marini canta Matteo Salvatore (Nota, Udine. BN CD 593)
- 2022: Coro Arcanto: Te Deum per un amico. Dedicato a Giuseppe Bertolucci. Per 3 voci femminili, coro di bambini, coro femminile, due cori misti (IDA 049 - 2022)
- 2024: Tutto questo vuole raccontato. Giovanna Marini dal vivo. (Nota, Udine. BN CD 042)
- 2024: Le Troiane (Nota, Udine. BN CD 631)

### Album collettivi
- 1992: Angelica 91 (CAICAI-001-CD)
- 1999: Roba di Amilcare (I Dischi Del Club Tenco – DDCT 128553800-2)
- 2018: Ama chi ti ama - I tempi della vita cantati dalle donne (Ala Bianca Records - Istituto Ernesto de Martino)
- 2018: È finito il sessantotto? 50º (Ala Bianca Records)
- 2019: Calendario civile. Per una memoria laica, popolare e democratica degli italiani (Nota, Udine. BN CD 599)

### Colonne sonore
- 1962 • Matrimonio degli alberi di Folco Quilici e Carlo Alberto Pinelli
- 1967 • Lettera aperta a un giornale della sera di Citto Maselli, Ed. Mus. CA
- 1972 • Il sospetto di Citto Maselli, Ed. Mus. CAM • Terminal di Paolo Breccia, Ed. Mus. RCA
- 1975 • I tre operai di Citto Maselli, Ed. Mus. FONIT CETRA
- 1977 • Porci con le ali di Paolo Pietrangeli, Ed. Mus. Bixio
- 1980 • Il mistero del Morca di Marco Mattolini, Ed. Mus. CAM
- 1981 • I giorni cantati di Paolo Pietrangeli, Ed. Mus. CAM
- 1982 • Café express di Nanni Loy, Ed. Mus. De Laurentis • La giornata di Chiara Brenna di P. Pelloni, Ed. Mus.CAM
- 1985 • Storia d'amore di Citto Maselli, Ed. Mus. CAM • La montagna di Carlo Alberto Pinelli, Ed. Mus. COMETA
- 1986 • Teresa Raquin di Gian Carlo Cobelli, Ed. Mus. COMETA • Avventura di un fotografo di Citto Maselli, Ed. Mus. proprietà dell'autore
- 1988 • Codice privato di Citto Maselli, Ed. Mus. CAM • Il Tevere di Citto Maselli, Ed. Mus. proprietà dell'autore • I cortili di Roma, Ed. Mus. RAI TRE
- 1989 • Il segreto di Citto Maselli, Ed. Mus. CAM
- 1991 • L'alba di Citto Maselli, Ed. Mus. CAM
- 1995 • Prigionieri della guerra di Yervant Gianikian e Angela Ricci-Lucchi, Ed. Mus. proprietà dell'autore • La fabrique du corps humain di Marc Hureau, Ed. Mus LES FILMS D'ICI • Lacerazioni di Wolfgango De Biasi e Andrea Felici, cortometraggio Ed. Mus. CAM
- 1996 • Demolizione di Citto Maselli
- 1998 • Su tutte le vette è pace di Yervant Gianikian e Angela Ricci-Lucchi • Cronache del Terzo Millenio di Citto Maselli
- 2000 • L'India di Giannikian Lucchi-Ricci
- 2003 • Oh Uomo di Giannikian Lucchi-Ricci

### Musiche per il teatro
- 1979 • Nora Helmer testo di R. Lerici regia di Carlo Quartucci, prod. Il Camion di Roma
- 1980 • Robinson Crusoe testo di R. Lerici regia di Carlo Quartucci, prod. Il Camion di Roma
- 1981 • I due sergenti regia di Attilio Corsini, compagnia Attori e Tecnici di Roma • La pulce di Feydau regia di Attilio Corsini, compagnia Attori e Tecnici di Roma
- 1982 • Casanova regia di Attilio Corsini, compagnia Attori e Tecnici di Roma • Pantalone regia di Attilio Corsini, compagnia Attori e Tecnici di Roma
- 1983 • Funerale testo di R. Lerici regia di Carlo Quartucci, prod. La Zattera di Babele di Roma
- 1984 • Il bacio della donna ragno regia di Marco Mattolini, prod. Teatro di Porta Romana, Milano • Gesualdo coreografie di Anne-Marie Reynaud
- 1985 • Bent • Drama coreografie di Anne-Marie Reynaud, DD du Four Solaire
- 1986 • On ne badine pas avec l'amour di Marivaux regia di Viviane Théophilides, prod. Atelier Lyrique du Rhône
- 1987 • L'école des femmes di Molière regia di Marco Mattolini, Teatro Quirino di Roma
- 1988 • Troyennes d'Euripide regia di Thierry Salmon, prod. Festival di Gibellina, CRT, Festival d'Avignon, Teatro di Napoli, Der Frauen Festival di Amburgo - Premio UBU della critica per le musiche
- 1991 • L'assemblée des femmes di Aristofane regia di Michel Voita, prod. Théâtre de Vidy di Losanna
- 1994 • Antigone di Sofocle regia di Hans-Guenther Heyme prod. Théâtre de Vidy di Losanna
- 1995 • I turcs tal Friul di P.P. Pasolini regia di Elio De Capitani, prod. Teatriditalia di Milano, Biennale di Venezia e Teatro Stabile di Trieste - Premio UBU della critica per le musiche
- 1996 • Oresteia di Eschilo regia di Franz Marjinen, Théâtre Royal Flamand di Bruxelles
- 1997 • Elektra di Sofocle regia di Hans-Guenther Heyme prod. Théâtre de Vidy di Losanna • Il sogno di una notte di Mezza Estate di Shakespeare regia di Elio De Capitani, prod. Teatriditalia di Milano
- 1998 • Ion di Euripide regia di Hans-Guenther Heyme prod. Théâtre Gérard Philippe di Saint-Denis • Journal d'Eve di Dario Fo regia di Christine Leboutte
- 1999 • Blanche-Neige di Robert Walser regia di Rudolph Straub, prod. TeaterSpektakel di Zurigo • Coefore di Eschilo e P.P. Pasolini regia di Elio De Capitani, prod. Teatriditalia di Milano • Animarrovescio coreografie di Adriana Borriello, prod. Inteatro Polverigi e Hebbel Teater di Berlino
- 2000 • Antigone di Sofocle regia di Patrice Kerbrat prod. INDA Teatro Greco di Siracusa e Teatro Carcano di Milano • Théorème di P.P. Pasolini regia di Christine Leboutte • Eumenidi di Eschilo e P.P. Pasolini regia di Elio De Capitani, prod. Teatriditalia di Milano
- 2002 • Villarosa su testo di Enzo Alaimo
- 2003 • Woyzec regìa di Giancarlo Cobelli
- 2004 • La ballata del carcere di Reading di Oscar Wilde • De profundis di Oscar Wilde

## Documentari
- 1982: RTS Radio Télévision Suisse 'Giovanna Marini (Dimanche soir. Puntata del 28/03/1982)
- 1995: Christian Lorre Giovanna Marini, Canta a Memoria (Mouvement, France 3 Corse)
- 2015: Christian Argentino, Marie-Laure Désidéri Giovanna Marini - La voix des invisibles (Acrobates Films)
- 2018: Rai3 Le ragazze - Regia di Riccardo Mastropietro (Stagione 2018. Puntata del 02/12/2018)
- 2019: Giandomenico Curi A sud della musica – La voce libera di Giovanna Marini (Meditfilm)[44]
- 2021: Chiara Ronchini Giovanna, storie di una voce (Luce Cinecittà)[45][46]
- 2025: Que reste-t-il de Giovanna Marini ? Un documentaire d'Aliette de Laleu, réalisé par Max James.[47]
- 2025: Toute une vie: Giovanna Marini, voix savantes et populaires [48]

## Premi e riconoscimenti
- 1983 - Premio Tenco
- 1988 - Premio speciale UBU della critica per le musiche de les Troyennes d'Euripide
- 1995 - Premio speciale UBU della critica per le musiche de I turcs tal Friul
- 1997 - Commandeur des arts et des lettres
- 2003 - Targa Tenco
- 2004 - Commendatore della Repubblica italiana[49]
- 2004 - Premio Nonino per la carriera
- 2006 - Premio Maria Carta[50]
- 2006 - Premio Scanno per la musica
- 2006 - Premio Palmi
- 2007 - Premio Montalcino per la musica
- 2007 - Premio Charles Cros per la carriera[51]
- 2009 - Premio Nazionale Città di Loano[52]
- 2012 - Premio Enotria. Guardia Perticara
- 2014 - Premio Agerola alla carriera[53]
- 2014 - Premio alla carriera. Genova - Festival del Mediterraneo
- 2015 - Premio “Corde & voci per dialogo e diritti” di Sarzana[54]
- 2015 - Premio alla carriera. Carpino Folk Festival
- 2016 - Premio Renato Nicolini[55]
- 2017 - Premio Speciale Artista. Festival “La Zampogna” XXIV Edizione – Maranola (LT)[56]
- 2017 - Catone d'oro - Monte Porzio Catone
- 2017 - La memoria che resta. Cittadinanza onoraria Cervara di Roma
- 2018 - Premio Concetta Barra - Isola di Procida[57]
- 2018 - Premio Barnasants alla carriera artistica
- 2019 - Valsusa Filmfest - Premio Bruno Carli per aver mantenuta viva la memoria della tradizione musicale e popolare, per aver raccontato le lotte degli operai, dei contadini e per aver dato voce e riscatto agli ultimi, storie di vita che non sarebbero mai arrivate ad un grande pubblico
- 2019 - Premio Anassilaos alla musica Musicista, cantautrice, studiosa del folklore italiano, una delle figure più importanti nello studio, nella ricerca e nell'esecuzione della tradizione musicale popolare italiana.
- 2019 - Premio Sila '49 alla carriera. Tra le grandi figure della canzone italiana del novecento, si distingue per la complessità della sua ricerca, all'incrocio tra grandi ideali politici, ricerca etnologica e folkloristica, lunghe esperienze di insegnamento, un numero incalcolabile di concerti che hanno scandito una carriera proseguita al riparo delle mode senza mai indulgere ai facili richiami del mercato.[58]
- 2022 - XVIII edizione del Terni Film Festival: Miglior colonna sonora per il film Giovanna Marini – storie di una voce, Italia
- 2023 - XXXI Premio Internazionale “San Francesco e Chiara d'Assisi” per il Dialogo fra i Popoli e le loro culture, promosso e organizzato dal Centro Francescano Internazionale di Studi per il Dialogo fra i Popoli
- 2023 - Premio "Regina Maria Sofia" di Tamburo Rosso. Gaeta